# Önn
Önn är en sjö i Åtvidabergs kommun i Småland och ingår i Vindåns huvudavrinningsområde. Sjön har en area på 1,64 kvadratkilometer och ligger 34 meter över havet. Sjön avvattnas av vattendraget Vindån (Fänån).

## Delavrinningsområde
Önn ingår i det delavrinningsområde (645177-153521) som SMHI kallar för Utloppet av Önn. Medelhöjden är 64 meter över havet och ytan är 18,77 kvadratkilometer. Räknas de 6 avrinningsområdena uppströms in blir den ackumulerade arean 82,62 kvadratkilometer. Avrinningsområdets utflöde Vindån (Fänån) mynnar i havet. Avrinningsområdet består mestadels av skog (65 %) och jordbruk (10 %). Avrinningsområdet har 2,74 kvadratkilometer vattenytor vilket ger det en sjöprocent på 14,6 %.